# باشگاه ویتامین
باشگاه ویتامین (ارمنی: Վիտամին Ակումբ; انگلیسی: Vitamin Club) نمایش تلویزیونی استندآپ کمدی ارمنستانی که از تاریخ ۱۶ اوت ۲۰۱۰ تا اکتبر ۲۰۱۵ از طریق شبکه شانت تی‌وی پخش می‌شد.
اجراکنندگان دائمی این نمایش عبارت بودند از: آرام ام‌پی۳، واچه، آرموش، چارنتس و تیکو.
مجری این نمایش تلویزیونی گاریک پاپویان بود.